# محمد البكري
محمد البكري لاعب كرة قدم قطري ، ولد في (28 مارس 1997) ، يلعب لصالح نادي الوكرة في دوري نجوم قطر .

## مسيرة اللاعب
كانت بداياته مع نادي الوكرة في الفئات السنية و بعدها إنظم إلى نادي لخويا في الفئات السنية وأعاره نادي لخويا إلى نادي يوبين البلجيكي ونادي باتشينغ النمساوي وفي عام 2015 و في عام 2017 صدر قرار بدمج نادي لخويا مع نادي الجيش تحت مسمى نادي الدحيل و انظم بعدها إلى نادي الدحيل و أعاره الدحيل إلى نادي المرخية في شهر فبراير 2018 و أعاره إلى نادي الخور في صيف 2018 و أعير إلى نادي الشحانية في صيف 2019 و عاد إلى نادي الوكرة في عام 2023.

## روابط خارجية
- محمد البكري على موقع قاعدة بيانات كرة القدم.إي يو (الإنجليزية)
- محمد البكري على موقع ناشيونال فوتبول تيمز (الإنجليزية)
- محمد البكري على موقع Soccerway.com (الإنجليزية)
- محمد البكري على موقع عالم كرة القدم.نت (الإنجليزية)
- محمد البكري على موقع كووورة